# Leonor Xavier
Leonor Xavier OM (Lisboa, 1943 – Lisboa, 12 de dezembro de 2021) foi uma jornalista e escritora luso-brasileira.

## Biografia
Filha dum médico, foi a única rapariga na família. Frequentou um colégio interno.
Licenciada em Filologia Românica pela Faculdade de Letras da Universidade de Lisboa. No 25 de Abril de 1974 tinha três filhos (com 3, 5 e 8 anos) e vivia na Rua dos Remédios à Lapa, sendo casada com Alberto Xavier, um professor assistente da Faculdade de Direito da Universidade de Lisboa especialista em Direito Fiscal, que durante os últimos 40 dias do governo de Marcello Caetano foi secretário de Estado do Planeamento.
Após um convite para o marido ser professor na Pontifícia Universidade Católica do Rio de Janeiro, mudou-se e aí viveu no Brasil entre 1975 e 1987. Foi correspondente do Diário de Notícias no Rio de Janeiro e redatora da revista Máxima.
Foi casada 19 anos com Alberto Xavier. Em março de 1987 conheceu Raul Solnado, começando posteriormente uma relação com ele. A 23 de abril de 1987, foi agraciada com o grau de Oficial da Ordem do Mérito.
Em 2014 descobriu que sofria de um cancro no cólon, a mesma doença que vitimou o seu pai. Morreu a 12 de dezembro de 2021, no Instituto Português de Oncologia Francisco Gentil, em Lisboa, onde se encontrava internada.

## Obras

### Biografias
- Maria Barroso, Um Olhar sobre a Vida (1995);
- Raul Solnado, A Vida Não Se Perdeu (Oficina do Livro, 2003)

### Romances
- Ponte-Aérea (1983);
- O Ano da Travessia (1994);
- Botafogo (2010) - Publicado no Brasil com grande sucesso da crítica sob o título E Só Eram Verdade Os que Partiram

### Ensaios
- Contributo para a história dos portugueses no Brasil (1985)
- Portugal, Tempo de Paixão (2000), sobre o processo revolucionário de 1975
- Portugueses do Brasil e brasileiros de Portugal (2016).

### Crónicas
- Colorido a Preto e Branco (2001).

### Outros
- Passageiro clandestino (2014), sobre o cancro que sofreu;
- Casas contadas, 2018, Leya, sobre a sua vida no Brasil.
- Há Laranjeiras em Atenas (2019).